# Ferobor
Ferobor (FeB) je feroslitina železa a boru. Obvykle obsahuje 17,5 % až 20 % boru a používá se k výrobě borových ocelí.

## Popis
Ferobor (registrační číslo CAS 11108–67-1) je feroslitina železa a boru s obsahem boru mezi 17,5 a 20 %. 
Vyrábí se buď karbotermickou redukcí kyseliny borité v obloukové peci společně s uhlíkovou ocelí, nebo aluminotermickou redukcí kyseliny borité za přítomnosti železa. 
Ferobor se přidává do C-Mn a dalších nízkolegovaných ocelí pro zlepšení kalitelnosti a může také fungovat jako pohlcovač dusíku v oceli a při výrobě neodymiových magnetů.